# Гамберини (Форли-Чезена)
Гамберини (итал. Gamberini) је насеље у Италији у округу Форли-Чезена, региону Емилија-Ромања.
Према процени из 2011. у насељу је живело 15 становника. Насеље се налази на надморској висини од 764 м.